# Melittia gloriosa
Melittia gloriosa là một loài bướm đêm thuộc họ Sesiidae. Nó được tìm thấy ở Bắc Mỹ, bao gồm Arizona, California, New Mexico, Oklahoma và Texas.
Ấu trùng ăn Cucurbita. Chúng xây các tổ ống trên cây chủ.